# 黒坂佳央
黒坂　佳央（くろさか よしおう、1949年8月11日 - ）は、日本の経済学者。武蔵大学名誉教授。専攻はマクロ経済学。

## 略歴
- 1949年　奈良県に生まれる
- 1968年　兵庫県立兵庫高等学校卒業
- 1973年　兵庫県立神戸商科大学（兵庫県立大学に改組）商経学部経済学科卒業
- 1975年　東京大学大学院経済学研究科修士課程修了
米国ロチェスター大学大学院留学
- 1980年　東京大学大学院経済学研究科博士課程修了
武蔵大学経済学部専任講師
- 1982年　武蔵大学経済学部助教授
- 1988年　武蔵大学経済学部教授
- 2015年　武蔵大学名誉教授

## 著作
- 『マクロ経済学と日本の労働市場―供給サイドの分析―』 東洋経済新報社 1988年
- 『マクロ経済学と日本経済』（浜田宏一との共著） 日本評論社 1984年
- 『ゼミナール　マクロ経済学　基礎と実際』（伊藤成康・今井英彦・山田節夫・吉田真理子との共著） 東洋経済新報社 1993年
- 『現代の金融市場』（藤田康範との共編著） 慶應義塾大学出版会 2009年
- 「マンデル・モデルの動学的安定性に関する一考察」（笠貫達也との共著） 『武蔵大学論集』 第57巻 第3・4号 2010年